# Khelvatchaouri
Pour les autres significations, voir Khelvatchaouri (municipalité).
Khelvatchaouri (en géorgien : ხელვაჩაური) est une municipalité urbaine du sud-ouest de la Géorgie, en République autonome d'Adjarie. Centre administratif d'un district homonyme, sa population est, d'après le recensement de 2002, de 6 143 habitants. La petite ville est située à 8 km au sud-est de Batoumi et est établie dans la Vallée de Kakhaberi, sur la rive droite du Tchorokhi. L'économie de la commune est principalement basée sur les petits business et la ville possède des écoles et des établissements de soins de santé.

## Problème de pollution
Depuis la fin des années 1980, la population locale de Khelvatchaouri doit faire face à un problème environnemental sérieux ; en effet, une usine de production de macadam goudronné produit une fumée polluante visible à l'œil nu. En plus d'importants brouillards et de mauvaises odeurs, la pollution issue de cette usine se révèle être un danger pour la santé des habitants. Cette situation empêche la communauté de se développer normalement : par exemple, près de 180 enfants de la maternelle locale ne peuvent accéder à une cour de récréation en plein air. Ce problème s'accentue, d'autant plus que d'autres usines polluantes s'établissent dans la région et que le gouvernement ne semble pas agir activement pour aider les Khelvatchaouriens.

Le 5 juillet 2005, des représentants du Département de la Protection de l'Environnement d'Adjarie visitent la ville pour analyser le problème, mais ne font rien de plus que pénaliser une usine de 60 laris d'amende. Le député-directeur de la compagnie propriétaire de l'usine de macadam Gzebi LTD, Chota Dondoladze, va même jusqu'à prétendre que l'usine « fait de son mieux pour ne pas polluer l'environnement ». Jusqu'à ce jour, on ne sait pas si vivre à Khelvatchaouri est dangereux pour la santé, le gouvernement local n'ayant pas l'équipement nécessaire pour mesurer la proportion de produits chimiques dans l'air. La population est mécontente d'un tel problème et blâme le gouvernement pour la situation, comme le montre cette déclaration d'un habitant local : 
« Ils [fonctionnaires du gouvernement] ne réalisent jamais leurs promesses que tout va être changé et la situation, améliorée. Ils font du business pendant que nous souffrons de diverses maladies. »

## Khelvatchaouri et démocratie
Khelvatchaouri a, durant sa récente histoire, été témoin de nombreuses irrégularités lors d'élections législatives. Ainsi, la petite ville est l'une des quelques communes de Géorgie dont la Commission électorale locale pendant les élections législatives de novembre 2003 (élections menant à la Révolution des Roses) ne fait guère preuve de transparence. Plus tard, en octobre 2006, des observateurs de la Société pour des élections libres et la démocratie (SELD) rapportent qu'ils n'ont pas pu observer le déroulement des élections au sein de la ville en raison d'un empêchement des autorités locales. Enfin, lors des élections présidentielles de janvier 2008, l'Association des jeunes avocats géorgiens (AJAL) rapporte de « sérieuses violations » faites dans les bureaux de vote de Khelvatchaouri, accusation toutefois rejetée par la Commission électorale centrale de Géorgie.
En mai 2008, Khelvatchaouri fait partie d'un groupe de 39 municipalités géorgiennes dans lesquelles les élections parlementaires sont annulées après que de « graves violations » sont observées sur place. Après de nombreuses protestations de la part de l'opposition parlementaire, ces élections ne se reproduisent à Khelvatchaouri qu'en novembre et décembre 2008.